# 费格米
费格米（英語：Flagami）是美国佛罗里达州迈阿密-戴德县迈阿密最西端的街区，其范围大致为塔米亚米运河、迈阿密国际机场以南和以东、塔米亚米公路（南第8街）以北、红路（西第57大道）以西为界，弗拉格勒大街则贯穿其中。该街区名称是由弗拉格勒（Flagler）和塔米亚米（Tamiami）组合而成，得名于其主要干道弗拉格勒大街和流经其西部边缘的塔米亚米运河，该街区在地图上呈现出从迈阿密市西部边界突出的独特"尾巴"形状。
费格米拥有50,834名居民，主要由中产阶级拉丁裔和部分白人组成。根据美国人口普查数据，该社区95%的居民在家中使用英语以外的语言交流，其中大多数使用西班牙语。社区内几乎每栋住宅（包括公寓楼）都装有防盗栏杆，反映出该地区高于平均水平的财产犯罪率，费格米的住宅市场包括公寓、复式住宅和独栋住宅，房价水平相对亦较迈阿密平均为低。费格米是1960年代开始涌入南佛罗里达之难民的主要定居点之一。交通方面，迈阿密仿古铛铛车费格米线提供社区内的免费交通服务，而迈阿密-戴德运输营运的迈阿密都会巴士迈阿密—费格米线则连接邁阿密聯運中心和费格米各区域，停靠车站包括西北第7街和西弗拉格勒大街沿线。